# Every Kind of Mood: Randy, Randi, Randee
Every Kind of Mood: Randy, Randi, Randee – trzynasty album studyjny amerykańskiej piosenkarki jazzowej Randy Crawford, wydany w 1997 roku przez wytwórnię WEA pod numerem katalogowym 3984 20668-2 (Europa). 

## Spis utworów (wydanie europejskie WEA 3984 20668-2)
| 1.  | "Breaking Down" (Linda Carriere/Stevie B-Zet)                                                   | 4:24    |
|     |                                                                                                 |         |
| 2.  | "Bye Bye (Street Mix)" (Errol Rennalls/Inaya Davis/Mousse T.)                                   | 4:55    |
|     |                                                                                                 |         |
| 3.  | "I'd Be an Angel" (Jens Krause/Astrid North)                                                    | 4:47    |
|     |                                                                                                 |         |
| 4.  | "Unwounded" (Astrid North/Jens Krause)                                                          | 3:06    |
|     |                                                                                                 |         |
| 5.  | "Captain of Her Heart" (Kurt Maloo/Felix Haug)                                                  | 4:56    |
|     |                                                                                                 |         |
| 6.  | "Wishing on a Star" (Billie Calvin)                                                             | 4:50    |
|     |                                                                                                 |         |
| 7.  | "Are You Sure" (Errol Rennalls/Inaya Davis/Mousse T.)                                           | 4:28    |
|     |                                                                                                 |         |
| 8.  | "Sweet Regine" (Peter Zizzo/Audrey Martells)                                                    | 4:11    |
|     |                                                                                                 |         |
| 9.  | "Johnny" (Robert William Scott/Joseph Scott)                                                    | 2:41    |
|     |                                                                                                 |         |
| 10. | "Let It Rain" (Linda Carriere/A.C. Boutsen)                                                     | 3:51    |
|     |                                                                                                 |         |
| 11. | "Living in Silence" (Astrid North/Jens Krause)                                                  | 4:02    |
|     |                                                                                                 |         |
| 12. | "Changes" (Randy Crawford/Roberto Vally)                                                        | 4:39    |
|     |                                                                                                 |         |
| 13. | "Almaz" (Randy Crawford)                                                                        | 4:28    |
|     |                                                                                                 |         |
| 14. | "Honey for My Honey" (Randy Crawford)                                                           | 4:24    |
|     |                                                                                                 |         |
| 15. | "Hymn of the Big Wheel" (Andrew Vowles/Grant Marshall/Horace Andy/Neneh Cherry/Robert Del Naja) | 6:01    |
|     |                                                                                                 |         |
|     |                                                                                                 | 1:05:43 |
|     |                                                                                                 |         |

## Spis utworów (wydanie amerykańskie Atlantic 92785-2)
| 1.  | "Breaking Down" (Linda Carriere/Stevie B-Zet)                                                   | 4:24    |
|     |                                                                                                 |         |
| 2.  | "Bye Bye " (Errol Rennalls/Inaya Davis/Mousse T.)                                               | 4:52    |
|     |                                                                                                 |         |
| 3.  | "I'd Be an Angel" (Jens Krause/Astrid North)                                                    | 4:47    |
|     |                                                                                                 |         |
| 4.  | "Unwounded" (Astrid North/Jens Krause)                                                          | 3:06    |
|     |                                                                                                 |         |
| 5.  | "Are You Sure" (Errol Rennalls/Inaya Davis/Mousse T.)                                           | 4:28    |
|     |                                                                                                 |         |
| 6.  | "Sweet Regine" (Peter Zizzo/Audrey Martells)                                                    | 4:11    |
|     |                                                                                                 |         |
| 7.  | "Johnny" (Robert William Scott/Joseph Scott)                                                    | 2:41    |
|     |                                                                                                 |         |
| 8.  | "Let It Rain" (Linda Carriere/A.C. Boutsen)                                                     | 3:51    |
|     |                                                                                                 |         |
| 9.  | "Silence" (Astrid North/Jens Krause)                                                            | 4:02    |
|     |                                                                                                 |         |
| 10. | "Changes" (Randy Crawford/Roberto Vally)                                                        | 4:39    |
|     |                                                                                                 |         |
| 11. | "Almaz" (Randy Crawford)                                                                        | 4:28    |
|     |                                                                                                 |         |
| 12. | "Captain of Her Heart" (Kurt Maloo/Felix Haug)                                                  | 4:56    |
|     |                                                                                                 |         |
| 13. | "Wishing on a Star" (Billie Calvin)                                                             | 4:50    |
|     |                                                                                                 |         |
| 14. | "Honey for My Honey" (Randy Crawford)                                                           | 4:24    |
|     |                                                                                                 |         |
| 15. | "Hymn of the Big Wheel" (Andrew Vowles/Grant Marshall/Horace Andy/Neneh Cherry/Robert Del Naja) | 6:01    |
|     |                                                                                                 |         |
|     |                                                                                                 | 1:05:40 |
|     |                                                                                                 |         |

## Pozycje na listach
| Lista 1998                                     | Pozycja |
| ---------------------------------------------- | ------- |
| Lista amerykańska R&B Albums                   | 70      |
| Lista amerykańska Top Contemporary Jazz Albums | 2       |
| Lista niemiecka                                | 70      |

## Notowania singli
| Rok  | Singel              | Notowania                                          | Poz. |
| ---- | ------------------- | -------------------------------------------------- | ---- |
| 1998 | "Silence"           | Lista amerykańska Hot R&B/Hip-Hop Singles & Tracks | 76   |
| 1998 | "Wishing on a Star" | Lista amerykańska Dance Music/Club Play Singles    | 14   |